# Субельдия, Луис
Луис Франсиско Субельдия (исп. Luis Francisco Zubeldía; род. 13 января 1981, Санта-Роса) — аргентинский футболист и футбольный тренер.

## Игровая карьера
Луис Субельдия провёл всю свою профессиональную карьеру футболиста в клубе «Ланус». 30 октября 1998 года он дебютировал в аргентинской Примере, в домашнем поединке против «Индепендьенте». В 2004 году Субельдия был вынужден закончить свою карьеру игрока из-за остеохондроза колена.

## Тренерская карьера
В июне 2008 года Субельдия был назначен главным тренером «Лануса». В это время ему было 27 лет, что делало его самым молодым главным тренером в истории аргентинской Примеры. В Апертуре 2008 «Ланус» под его руководством стал четвёртым, а Клаусуре 2009 — третьим. В общей же таблице сезона 2008/09 «Ланус» с 75 очками занял первое место, что стало лучшим результатом клуба в его истории.
23 июня 2011 года Субельдия стал главным тренером эквадорской «Барселоны». 8 апреля 2012 года после матча с ЛДУ Кито президент «Барселоны» вошёл в раздевалку, где имел тяжёлый разговор с Субельдией, результатом чего стал уход последнего с поста главного тренера. «Барселона» же по итогам сезона 2012 впервые с 1997 года выиграла чемпионат Эквадора, во что Субельдия внёс значимый вклад.
В апреле 2012 года Субельдия был назначен главным тренером «Расинга» из Авельянеды, а спустя 16 месяцев был уволен. В начале 2014 года он возглавил эквадорский ЛДУ Кито. В сезоне 2014 команда под его руководством играла роль середняка чемпионата, а чемпионате 2015 года выиграл первый этап, но в финале в двух матчах уступила «Эмелеку».
В начале 2016 года Субельдия стал главным тренером мексиканского клуба «Сантос Лагуна». После неудачного старта команды в Апертуре 2016 аргентинец покинул этот пост. В 2017 году возглавил «Индепендьенте Медельин», но уже летом этого года перешёл в испанский «Алавес».